# BNO-10-02 – Daganatok
 A BNO-kódrendszer hivatalos nemzetközi forrása az Egészségügyi Világszervezet (WHO) honlapja; az ÁEEK által finanszírozott egészségügyi ellátások tekintetében az aeek.hu az irányadó!
Az alábbi lap a BNO II. főcsoportját (Daganatok (C00–D48)) mutatja be a nyomtatott magyar kiadásnak (BNO-10, 1995) megfelelően.

## Rosszindulatú daganatok (C00–C97)

### Az ajak, a szájüreg és garat rosszindulatú daganatai (C00–C14)
- C00 Az ajak rosszindulatú daganata
  - C00.0 Felső ajak, külső felszín
  - C00.1 Alsó ajak külső felszín
  - C00.2 Ajak, k.m.n.
  - C00.3 Felső ajak, belső felszín
  - C00.4 Alsó ajak, belső felszín
  - C00.5 Ajak, nem meghatározott belső felszín
  - C00.6 Ajakzug
  - C00.8 Az ajak átfedő elváltozása
  - C00.9 Ajak, k.m.n.
- C01 A nyelvgyök rosszindulatú daganata
- C02 A nyelv egyéb és nem meghatározott részeinek rosszindulatú daganata
  - C02.0 A nyelv háti felszíne
  - C02.1 A nyelv széle
  - C02.2 A nyelv alsó felszíne
  - C02.3 A nyelv első kétharmada, nem meghatározott része
  - C02.4 Nyelvmandula
  - C02.8 A nyelv átfedő elváltozása
  - C02.9 Nyelv, k.m.n.
- C03 A fogíny rosszindulatú daganata
  - C03.0 Felső fogíny
  - C03.1 Alsó fogíny
  - C03.9 Fogíny, k.m.n.
- C04 A szájfenék rosszindulatú daganata
  - C04.0 A szájfenék első része
  - C04.1 A szájfenék oldalsó része
  - C04.8 A szájfenék határt átfedő elváltozása
  - C04.9 Szájfenék, k.m.n.
- C05 A szájpad rosszindulatú daganata
  - C05.0 Kemény szájpad
  - C05.1 Lágy szájpad
  - C05.2 Nyelvcsap
  - C05.8 A szájpad átfedő elváltozása
  - C05.9 Szájpad, k.m.n.
- C06 A száj egyéb és nem meghatározott részeinek rosszindulatú daganata
  - C06.0 Pofanyálkahártya
  - C06.1 Szájtornác
  - C06.2 Őrlőfogak mögötti terület
  - C06.8 A szájüreg egyéb és meghatározatlan részének átfedő daganata
  - C06.9 Száj k.m.n.
- C07 A parotis rosszindulatú daganata
- C08 Egyéb és nem meghatározott nagyobb nyálmirigyek rosszindulatú daganata
  - C08.0 Submandibuláris nyálmirigy
  - C08.1 Nyelv alatti nyálmirigy
  - C08.8 A nagyobb nyálmirigyek átfedő elváltozása
  - C08.9 Nagy nyálmirigy k.m.n.
- C09 A mandula rosszindulatú daganata
  - C09.0 Mandula árok
  - C09.1 Mandulaív (mellső ill. hátsó)
  - C09.8 A mandula átfedő elváltozása
  - C09.9 Mandula, k.m.n.
- C10 A szájgarat rosszindulatú daganata
  - C10.0 Vallecula
  - C10.1 A gégefedő mellső felszíne
  - C10.2 A szájgarat oldalsó fala
  - C10.3 A szájgarat hátsó fala
  - C10.4 Kopoltyúív (branchiogén) hasadék
  - C10.8 A szájgarat átfedő elváltozása
  - C10.9 Szájgarat k.m.n.
- C11 Az orrgarat rosszindulatú daganata
  - C11.0 Az orrgarat felső fala
  - C11.1 Az orrgarat hátsó fala
  - C11.2 Az orrgarat oldalfala
  - C11.3 Az orrgarat mellső fala
  - C11.8 Az orrgarat átfedő elváltozása
  - C11.9 Orrgarat k.m.n.
- C12 A sinus pyriformis rosszindulatú daganata
- C13 A hypopharynx rosszindulatú daganata
  - C13.0 Gyűrűporc mögötti terület
  - C13.1 Aryepiglotticus redő hypopharynx felőli oldala
  - C13.2 A hypopharynx hátsó fala
  - C13.8 A hypopharynx átfedő elváltozása
  - C13.9 Hypopharynx k.m.n.
- C14 Rosszindulatú daganat az ajak, a szájüreg, a garat egyéb és rosszul meghatározott részein
  - C14.0 Garat, k.m.n.
  - C14.1 Laryngopharynx
  - C14.2 Waldeyer-gyűrű
  - C14.8 Az ajak, a szájüreg és a garat átfedő elváltozása

### Az emésztőszervek rosszindualtú daganatai (C15–C26)
- C15 A nyelőcső rosszindulatú daganata
  - C15.0 A nyelőcső nyaki szakasza
  - C15.1 A nyelőcső mellüregi szakasza
  - C15.2 A nyelőcső hasi szakasza
  - C15.3 A nyelőcső felső harmada
  - C15.4 A nyelőcső középső harmada
  - C15.5 A nyelőcső alsó harmada
  - C15.8 A nyelőcső átfedő elváltozása
  - C15.9 Nyelőcső k.m.n.
- C16 A gyomor rosszindulatú daganata
  - C16.0 Gyomorszáj
  - C16.1 Gyomor fundus
  - C16.2 Gyomor corpus
  - C16.3 Antrum pylori
  - C16.4 Pylorus
  - C16.5 Gyomor kisgörbület k.m.n.
  - C16.6 Gyomor nagygörbület k.m.n.
  - C16.8 A gyomor átfedő elváltozása
  - C16.9 Gyomor k.m.n.
- C17 A vékonybél rosszindulatú daganata
  - C17.0 Duodenum
  - C17.1 Jejunum
  - C17.2 Ileum
  - C17.3 Meckel-féle diverticulum
  - C17.8 A vékonybél átfedő elváltozása
  - C17.9 Vékonybél k.m.n.
- C18 A vastagbél rosszindulatú daganata
  - C18.0 Vakbél (coecum)
  - C18.1 Féregnyúlvány
  - C18.2 Colon ascendens
  - C18.3 Flexura hepatica
  - C18.4 Colon transversum
  - C18.5 Flexura lienalis
  - C18.6 Colon descendens
  - C18.7 Colon sigmoideum
  - C18.8 A vastagbél átfedő elváltozása
  - C18.9 Vastagbél k.m.n.
- C19 A szigmabél-végbél határ rosszindulatú daganata
- C20 A végbél rosszindulatú daganata
- C21 A végbélnyílás és anus csatorna rosszindulatú daganata
  - C21.0 Végbélnyílás k.m.n.
  - C21.1 Canalis analis
  - C21.2 Cloacogen zóna
  - C21.8 A rectum, az anus és a canalis analis átfedő elváltozása
- C22 A máj és intrahepaticus epeutak rosszindulatú daganata
  - C22.0 Májsejt rák
  - C22.1 Intrahepaticus epeút rák
  - C22.2 Hepatoblastoma
  - C22.3 A máj angiosarcomája
  - C22.4 A máj egyéb sarcomái
  - C22.7 A máj egyéb meghatározott rákjai
  - C22.9 Máj, k.m.n.
- C23 Az epehólyag rosszindulatú daganata
- C24 Az epeutak egyéb és nem meghatározott részeinek rosszindulatú daganata
  - C24.0 Extrahepaticus epeút
  - C24.1 Papilla (ampulla) Vateri
  - C24.8 Az epeutak átfedő elváltozása
  - C24.9 Epeút, k.m.n.
- C25 A hasnyálmirigy rosszindulatú daganata
  - C25.0 Hasnyálmirigy fej
  - C25.1 Hasnyálmirigy test
  - C25.2 Hasnyálmirigy farok
  - C25.3 Hasnyálmirigy vezeték
  - C25.4 Endokrin pancreas
  - C25.7 A hasnyálmirigy egyéb részei
  - C25.8 A hasnyálmirigy átfedő daganata
  - C25.9 Hasnyálmirigy, k.m.n.
- C26 Egyéb és rosszul meghatározott emésztőszervek rosszindulatú daganata
  - C26.0 A bélcsatorna nem meghatározott része
  - C26.1 Lép
  - C26.8 Az emésztőszervek átfedő elváltozása
  - C26.9 Rosszul meghatározott lokalizáció az emésztőszerveken belül

### A légző- és intrathoracális szervek rosszindulatú daganatai (C30–C39)
- C30 Az orrüreg és a középfül rosszindulatú daganata
  - C30.0 Orrüreg
  - C30.1 Középfül
- C31 A melléküregek rosszindulatú daganatai
  - C31.0 Arcüreg
  - C31.1 Rostacsonti üreg
  - C31.2 Homloküreg
  - C31.3 Ékcsonti üreg
  - C31.8 A melléküregek átfedő elváltozása
  - C31.9 Melléküreg, k.m.n.
- C32 A gége rosszindulatú daganata
  - C32.0 Glottis
  - C32.1 Supraglotticus rész
  - C32.2 Subglotticus rész
  - C32.3 Gégeporc
  - C32.8 A gége átfedő elváltozása
  - C32.9 Gége, k.m.n.
- C33 A légcső rosszindulatú daganata
- C34 A hörgő és tüdő rosszindulatú daganata
  - C34.0 Főhörgő
  - C34.1 Felső lebeny, hörgő vagy tüdő
  - C34.2 Középső lebeny, hörgő vagy tüdő
  - C34.3 Alsó lebeny, hörgő vagy tüdő
  - C34.8 A hörgő és tüdő átfedő elváltozása
  - C34.9 Hörgő vagy tüdő, k.m.n.
- C37 A csecsemőmirigy (thymus) rosszindulatú daganata
- C38 A szív, a gátor és a mellhártya rosszindulatú daganata
  - C38.0 Szív
  - C38.1 Elülső gátor
  - C38.2 Hátsó gátor
  - C38.3 Gátor k.m.n.
  - C38.4 Mellhártya
  - C38.8 A szív, a gátor és mellhártya átfedő elváltozása
- C39 A légzőszervek és a mellüregi szervek egyéb és rosszul meghatározott lokalizációjú rosszindulatú daganatai
  - C39.0 Felső légutak nem meghatározott része
  - C39.8 A légzőszervek és mellüregi szervek átfedő elváltozása
  - C39.9 Rosszul meghatározott lokalizáció a légzőszerveken belül

### A csont és ízületi porc rosszindulatú daganatai (C40–C41)
- C40 A végtagok csontjának és ízületi porcának rosszindulatú daganata
  - C40.0 Lapocka és a felső végtag hosszú csontjai
  - C40.1 A felső végtag rövid csontjai
  - C40.2 Az alsó végtag hosszú csontjai
  - C40.3 Az alsó végtag rövid csontjai
  - C40.8 A végtagok csontjának és ízületi porcának határt átfedő daganata
  - C40.9 Végtagcsont és ízületi porc, k.m.n.
- C41 Egyéb és nem meghatározott elhelyezkedésű csont és ízületi porc rosszindulatú daganata
  - C41.0 A koponya és az arc csontjai
  - C41.1 Mandibula (alsó állkapocs)
  - C41.2 Gerinc
  - C41.3 Bordák, szegycsont és kulcscsont
  - C41.4 Medencecsontok, keresztcsont és farokcsont
  - C41.8 Csont és ízületi porc átfedő elváltozása
  - C41.9 Csont és ízületi porc, k.m.n.

### Melanoma és a bőr egyéb rosszindulatú daganatai (C43–C44)
- C43 A bőr rosszindulatú melanomája
  - C43.0 Az ajak rosszindulatú melanomája
  - C43.1 Szemhéj malignus melanomája, a szemzugot is ideértve
  - C43.2 A fül és külső hallójárat rosszindulatú melanomája
  - C43.3 Az arc egyéb és nem meghatározott részének rosszindulatú melanomája
  - C43.4 A hajas fejbőr és nyak rosszindulatú melanomája
  - C43.5 A törzs rosszindulatú melanomája
  - C43.6 A felső végtag rosszindulatú melanomája, beleértve a vállat
  - C43.7 Az alsó végtag rosszindulatú melanomája, beleértve a csípőt
  - C43.8 A bőr átfedő rosszindulatú melanomája
  - C43.9 A bőr rosszindulatú melanomája, k.m.n.
- C44 A bőr egyéb rosszindulatú daganata
  - C44.0 Az ajak bőre
  - C44.1 A szemhéj bőre, beleértve a szemzugot
  - C44.2 A fül és a külső hallójárat bőre
  - C44.3 Az arc egyéb és nem meghatározott részének bőre
  - C44.4 A hajas fejbőr és a nyak bőre
  - C44.5 A törzs bőre
  - C44.6 A felső végtag bőre, beleértve a vállat
  - C44.7 Az alsó végtag bőre, beleértve a csípőt
  - C44.8 A bőr átfedő elváltozása
  - C44.9 A bőr rosszindulatú daganata k.m.n.

### A mesotheliális és lágyszövetek rosszindulatú daganatai (C45–C49)
- C45 Mesothelioma
  - C45.0 A mellhártya mesotheliomája
  - C45.1 A hashártya mesotheliomája
  - C45.2 A szívburok mesotheliomája
  - C45.7 Mesothelioma egyéb lokalizációban
  - C45.9 Mesothelioma, k.m.n.
- C46 Kaposi sarcoma
  - C46.0 A bőr Kaposi sarcomája
  - C46.1 A lágyrészek Kaposi sarcomája
  - C46.2 A szájpad Kaposi sarcomája
  - C46.3 A nyirokcsomók Kaposi sarcomája
  - C46.7 Kaposi sarcoma egyéb lokalizációban
  - C46.8 Több szerv Kaposi sarcomája
  - C46.9 Kaposi sarcoma, k.m.n.
- C47 A perifériás idegek és az autonóm idegrendszer rosszindulatú daganata
  - C47.0 A fej, az arc és a nyak perifériás idegei
  - C47.1 A felső végtag perifériás idegei, beleértve a vállat
  - C47.2 Az alsó végtag perifériás idegei, beleértve a csípőt
  - C47.3 A mellkas perifériás idegei
  - C47.4 A has perifériás idegei
  - C47.5 A medence perifériás idegei
  - C47.6 A törzs perifériás idegei, k.m.n.
  - C47.8 A perifériás idegek és az autonóm idegrendszer átfedő elváltozásai
  - C47.9 Perifériás idegek és autonóm idegrendszer, k.m.n.
- C48 Hashártya és retroperitoneum rosszindulatú daganata
  - C48.0 Retroperitoneum
  - C48.1 A hashártya meghatározott részei
  - C48.2 Hashártya, k.m.n.
  - C48.8 A retroperitoneum és a hashártya átfedő elváltozása
- C49 Egyéb kötőszövet és lágyrészek rosszindulatú daganata
  - C49.0 A fej, az arc és a nyak kötőszövete és lágyrészei
  - C49.1 A felső végtag kötőszövete és lágyrészei, beleértve a vállat
  - C49.2 Az alsó végtag kötőszövete és lágyrészei, beleértve a csípőt
  - C49.3 A mellkas kötőszövete és lágyrészei
  - C49.4 A has kötőszövete és lágyrészei
  - C49.5 A medence kötőszövete és lágyrészei
  - C49.6 A törzs kötőszövete és lágyrészei k.m.n.
  - C49.8 A kötőszövet és lágyrészek átfedő elváltozása
  - C49.9 Kötőszövet és lágyrész k.m.n.

### Az emlő rosszindulatú daganata (C50)
- C50 Az emlő rosszindulatú daganata
  - C50.0 Mellbimbó és bimbóudvar
  - C50.1 Az emlő központi része
  - C50.2 Az emlő felső-belső negyede
  - C50.3 Az emlő alsó-belső negyede
  - C50.4 Az emlő felső-külső negyede
  - C50.5 Az emlő alsó-külső negyede
  - C50.6 Az emlő hónalji része
  - C50.8 Az emlő átfedő elváltozása
  - C50.9 Emlő, k.m.n.

### A női nemi szervek rosszindulatú daganatai (C51–C58)
- C51 A szeméremtest rosszindulatú daganata
  - C51.0 Nagy szeméremajak
  - C51.1 Kis szeméremajak
  - C51.2 Csikló
  - C51.8 A szeméremtest átfedő elváltozása
  - C51.9 Szeméremtest, k.m.n.
- C52 A hüvely rosszindulatú daganata
- C53 A méhnyak rosszindulatú daganata
  - C53.0 Endocervix
  - C53.1 Exocervix
  - C53.8 A méhnyak átfedő elváltozása
  - C53.9 Méhnyak, k.m.n.
- C54 A méhtest rosszindulatú daganata
  - C54.0 A méh isthmusa
  - C54.1 Endometrium
  - C54.2 Myometrium
  - C54.3 Méhfundus
  - C54.8 A méhtest átfedő elváltozása
  - C54.9 Méhtest, k.m.n.
- C55 A méh nem meghatározott részének rosszindulatú daganata
- C56 A petefészek rosszindulatú daganata
- C57 A női nemi szervek egyéb, nem meghatározott részének rosszindulatú daganata
  - C57.0 Tuba Fallopii
  - C57.1 Széles méhszalag
  - C57.2 Kerek méhszalag
  - C57.3 Parametrium
  - C57.4 Méhfüggelékek, k.m.n.
  - C57.7 Egyéb meghatározott női nemi szervek
  - C57.8 A női nemi szervek átfedő elváltozása
  - C57.9 Női nemi szerv, k.m.n.
- C58 A méhlepény rosszindulatú daganata

### A férfi nemi szervek rosszindulatú daganatai (C60–C63)
- C60 A hímvessző rosszindulatú daganata
  - C60.0 Fityma
  - C60.1 Hímvessző makkja
  - C60.2 Hímvessző barlangos teste
  - C60.8 A hímvessző átfedő elváltozása
  - C60.9 Hímvessző, k.m.n.
- C61 A prostata rosszindulatú daganata
- C62 A here rosszindulatú daganata
  - C62.0 Nem descendált here
  - C62.1 Descendált here
  - C62.9 Here, k.m.n.
- C63 Egyéb és nem meghatározott férfi nemi szervek rosszindulatú daganata
  - C63.0 Mellékhere
  - C63.1 Ondózsinór
  - C63.2 Herezacskó
  - C63.7 Egyéb meghatározott férfi nemi szervek
  - C63.8 A férfi nemi szervek átfedő elváltozása
  - C63.9 Férfi nemi szerv, k.m.n.

### A húgyrendszer rosszindulatú daganatai (C64–C68)
- C64 A vese rosszindulatú daganata, kivéve a vesemedencét
- C65 A vesemedence rosszindulatú daganata
- C66 A húgyvezeték (ureter) rosszindulatú daganata
- C67 A húgyhólyag rosszindulatú daganata
  - C67.0 Húgyhólyag trigonuma
  - C67.1 Húgyhólyag tető (vertex)
  - C67.2 Húgyhólyag oldalfala
  - C67.3 Húgyhólyag mellső fala
  - C67.4 Húgyhólyag hátsó fala
  - C67.5 Húgyhólyag nyaka
  - C67.6 Húgyvezeték nyílás (orificium)
  - C67.7 Urachus
  - C67.8 A húgyhólyag átfedő elváltozása
  - C67.9 Húgyhólyag, k.m.n.
- C68 Egyéb és nem meghatározott húgyszervek rosszindulatú daganata
  - C68.0 Húgycső
  - C68.1 Paraurethrális mirigyek
  - C68.8 A húgyszervek átfedő elváltozása
  - C68.9 Húgyszerv, k.m.n.

### A szem, agy és központi idegrendszer egyéb részeinek rosszindulatú daganatai (C69–C72)
- C69 A szem és függelékei rosszindulatú daganata
  - C69.0 Kötőhártya
  - C69.1 Szaruhártya
  - C69.2 Ideghártya
  - C69.3 Érhártya
  - C69.4 Sugártest
  - C69.5 Könnymirigy és könnyvezeték
  - C69.6 Szemüreg (orbita)
  - C69.8 A szem és függelékeinek átfedő elváltozása
  - C69.9 Szem, k.m.n.
- C70 Az agyburkok rosszindulatú daganata
  - C70.0 Agyburkok
  - C70.1 Gerincvelő burkok
  - C70.9 Meninx, k.m.n.
- C71 Az agy rosszindulatú daganata
  - C71.0 Nagyagy a lebenyek és kamrák kivételével
  - C71.1 Homloklebeny
  - C71.2 Halántéklebeny
  - C71.3 Fali lebeny
  - C71.4 Nyakszirti lebeny
  - C71.5 Agykamra
  - C71.6 Kisagy
  - C71.7 Agytörzs
  - C71.8 Az agy átfedő elváltozása
  - C71.9 Agy, k.m.n.
- C72 A gerincvelő, az agyidegek és a központi idegrendszer egyéb részeinek rosszindulatú daganata
  - C72.0 Gerincvelő
  - C72.1 Cauda equina
  - C72.2 Szaglóideg
  - C72.3 Látóideg
  - C72.4 Hallóideg
  - C72.5 Egyéb és k.m.n. agyidegek
  - C72.8 Az agy és a központi idegrendszer egyéb részeinek átfedő elváltozása
  - C72.9 Központi idegrendszer, k.m.n.

### A pajzsmirigy és egyéb endokrin mirigyek rosszindulatú daganatai (C73–C75)
- C73 A pajzsmirigy rosszindulatú daganata
- C74 A mellékvese rosszindulatú daganata
  - C74.0 Mellékvesekéreg
  - C74.1 Mellékvesevelő
  - C74.9 Mellékvese, k.m.n.
- C75 Egyéb endokrin mirigyek és járulékos szövetek rosszindulatú daganata
  - C75.0 Mellékpajzsmirigy
  - C75.1 Agyalapi mirigy
  - C75.2 Craniopharyngeális vezeték
  - C75.3 Tobozmirigy
  - C75.4 Carotistest
  - C75.5 Aortatest és egyéb paraganglionok
  - C75.8 Több mirigyre kiterjedő elváltozás, k.m.n.
  - C75.9 Endokrin mirigy, k.m.n.

### Rosszul meghatározott, másodlagos és nem meghatározott lokalizációjú rosszindulatú daganatok (C76–C80)
- C76 Egyéb és rosszul meghatározott lokalizációk rosszindulatú daganata
  - C76.0 Fej, arc, nyak
  - C76.1 Mellkas
  - C76.2 Has
  - C76.3 Medence
  - C76.4 Felső végtag
  - C76.5 Alsó végtag
  - C76.7 Egyéb k.m.n. lokalizáció
  - C76.8 Egyéb k.m.n. lokalizációk átfedő elváltozása
- C77 A nyirokcsomók másodlagos és nem meghatározott rosszindulatú daganata
  - C77.0 A fej, az arc és a nyak nyirokcsomói
  - C77.1 Intrathoracális nyirokcsomók
  - C77.2 Intraabdominális nyirokcsomók
  - C77.3 A hónalj és a felső végtag nyirokcsomói
  - C77.4 A lágyék és az alsó végtag nyirokcsomói
  - C77.5 Medencei nyirokcsomók
  - C77.8 Több régió nyirokcsomói
  - C77.9 Nyirokcsomó, k.m.n.
- C78 A légzőszervek és emésztőszervek másodlagos rosszindulatú daganata
  - C78.0 A tüdő másodlagos rosszindulatú daganata
  - C78.1 A gátor másodlagos rosszindulatú daganata
  - C78.2 A mellhártya másodlagos rosszindulatú daganata
  - C78.2 A mellhártya másodlagos rosszindulatú daganata
  - C78.3 Egyéb és k.m.n. légzőszerv másodlagos rosszindulatú daganata
  - C78.4 A vékonybél másodlagos rosszindulatú daganata
  - C78.5 A vastagbél és végbél másodlagos rosszindulatú daganata
  - C78.6 A retroperitoneum és a hashártya másodlagos rosszindulatú daganata
  - C78.7 A máj másodlagos rosszindulatú daganata
  - C78.8 Egyéb és k.m.n. emésztőszerv másodlagos rosszindulatú daganata
- C79 Egyéb lokalizációk másodlagos rosszindulatú daganata
  - C79.0 A vese és a vesemedence másodlagos rosszindulatú daganata
  - C79.1 A húgyhólyag és egyéb húgyszervek másodlagos rosszindulatú daganata
  - C79.2 A bőr másodlagos rosszindulatú daganata
  - C79.3 Az agy és agyburkok másodlagos rosszindulatú daganata
  - C79.4 A központi idegrendszer egyéb és k.m.n. részének másodlagos rosszindulatú daganata
  - C79.5 A csontok és csontvelő másodlagos rosszindulatú daganata
  - C79.6 A petefészek másodlagos rosszindulatú daganata
  - C79.7 A mellékvese másodlagos rosszindulatú daganata
  - C79.8 Egyéb meghatározott lokalizáció másodlagos rosszindulatú daganata
- C80 Rosszindulatú daganat a lokalizáció meghatározása nélkül

### A nyirok- és vérképzőszervek és rokon szövetek rosszindulatú daganatai (C81–C96)
- C81 Hodgkin kór
  - C81.0 Nyiroksejt túlsúly
  - C81.1 Nodularis sclerosis
  - C81.2 Kevert sejtesség
  - C81.3 Nyiroksejtes kimerülés
  - C81.7 Hodgkin-kór egyéb formája
  - C81.9 Hodgkin-kór, k.m.n.
- C82 Folliculáris [noduláris] non-Hodgkin lymphoma
  - C82.0 Hasított kissejtes, folliculáris
  - C82.1 Kevert hasított kissejtes és nagysejtes, folliculáris
  - C82.2 Nagysejtes folliculáris
  - C82.7 A folliculáris non-Hodgkin lymphoma egyéb típusai
  - C82.9 Folliculáris non-Hodgkin lymphoma, k.m.n.
- C83 Diffúz non-Hodgkin lymphoma
  - C83.0 Kissejtes (diffúz)
  - C83.1 Hasított kissejtes (diffúz)
  - C83.2 Kevert kis- és óriássejtes (diffúz)
  - C83.3 Nagysejtes (diffúz)
  - C83.4 Immunoblastos (diffúz)
  - C83.5 Lymphoblastos (diffúz)
  - C83.6 Differenciálatlan (diffúz)
  - C83.7 Burkitt-lymphoma
  - C83.8 A diffúz non-Hodgkin lymphoma egyéb típusai
  - C83.9 Diffúz non-Hodgkin lymphoma, k.m.n.
- C84 Perifériás és cutan T-sejtes lymphomák
  - C84.0 Mycosis fungoides
  - C84.1 Sézary-kór
  - C84.2 T-zóna lymphoma
  - C84.3 Lymphoepitheliális lymphoma
  - C84.4 Perifériás T-sejtes lymphoma
  - C84.5 Egyéb és meghatározatlan T-sejtes lymphomák
- C85 A non-Hodgkin lymphoma egyéb és k.m.n. típusai
  - C85.0 Lymphosarcoma
  - C85.1 B-sejtes lymphoma, k.m.n.
  - C85.7 A non-Hodgkin lymphoma egyéb meghatározott típusai
  - C85.9 Non-Hodgkin lymphoma k.m.n.
- C88 Rosszindulatú immunoproliferatív betegségek
  - C88.0 Waldenström macroglobulinaemia
  - C88.1 Alfa nehézlánc-betegség
  - C88.2 Gamma nehézlánc-betegség
  - C88.3 Immunoproliferatív vékonybél betegség
  - C88.7 Egyéb rosszindulatú immunoproliferatív betegségek
  - C88.9 Rosszindulatú immunoproliferatív betegség k.m.n.
- C90 Myeloma multiplex és plasmasejtes rosszindulatú daganatok
  - C90.0 Myeloma multiplex
  - C90.1 Plasmasejtes leukaemia
  - C90.2 Plasmocytoma, extramedulláris
- C91 Lymphoid leukaemia
  - C91.0 Heveny lymphoblastos leukaemia
  - C91.1 Krónikus lymphocytás leukaemia
  - C91.2 Subacut lymphocytás leukaemia
  - C91.3 Prolymphocytás leukaemia
  - C91.4 Szőrös-sejtes leukaemia
  - C91.5 Felnőttkori T-sejtes leukaemia
  - C91.7 Egyéb lymphoid leukaemia
  - C91.9 Lymphoid leukaemia, k.m.n.
- C92 Myeloid leukaemia
  - C92.0 Akut myeloid leukaemia
  - C92.1 Krónikus myeloid leukaemia
  - C92.2 Subacut myeloid leukaemia
  - C92.3 Myeloid sarcoma
  - C92.4 Acut promyelocytás leukaemia
  - C92.5 Acut myelomonocytás leukaemia
  - C92.7 Egyéb myeloid leukaemia
  - C92.9 Myeloid leukaemia k.m.n.
- C93 Monocytás leukaemia
  - C93.0 Acut monocytás leukaemia
  - C93.1 Krónikus monocytás leukaemia
  - C93.2 Subacut monocytás leukaemia
  - C93.7 Egyéb monocytás leukaemia
  - C93.9 Monocytás leukaemia, k.m.n.
- C94 Egyéb meghatározott sejttípusú leukaemia
  - C94.0 Acut erythraemia és erythroleukaemia
  - C94.1 Krónikus erythraemia
  - C94.2 Akut megakaryoblastos leukaemia
  - C94.3 Hízósejtes leukaemia
  - C94.4 Acut panmyelosis
  - C94.5 Acut myelofibrosis
  - C94.7 Egyéb meghatározott leukaemiák
- C95 Meghatározatlan sejttípusú leukaemia
  - C95.0 Meghatározatlan sejttípusú akut leukaemia
  - C95.1 Meghatározatlan sejttípusú krónikus leukaemia
  - C95.2 Meghatározatlan sejttípusú subacut leukaemia
  - C95.7 Egyéb meghatározatlan sejttípusú leukaemia
  - C95.9 Leukaemia, k.m.n.
- C96 A nyirok-, a vérképző- és kapcsolódó szövetek egyéb és meghatározatlan rosszindulatú daganatai
  - C96.0 Letterer-Siwe betegség
  - C96.1 Malignus histiocytosis
  - C96.2 Malignus hízósejtes daganat
  - C96.3 Valódi histiocytás lymphoma
  - C96.7 A nyirok-, vérképző- és kapcsolódó szövetek egyéb meghatározott rosszindulatú daganatai
  - C96.9 A nyirok-, vérképző- és kapcsolódó szövetek rosszindulatú daganata, k.m.n.

### Független (elsődleges) többszörös lokalizációjú rosszindulatú daganatok (C97)
- C97 Független többszörös lokalizációk (elsődleges) rosszindulatú daganata

## In situ daganatok (D00–D09)
- D00 A szájüreg, a nyelőcső és a gyomor in situ carcinomája
  - D00.0 Ajak, szájüreg, garat
  - D00.1 Nyelőcső
  - D00.2 Gyomor
- D01 Egyéb és nem meghatározott emésztőszervek in situ carcinomája
  - D01.0 Vastagbél
  - D01.1 Rectosigmoideális átmenet
  - D01.2 Végbél
  - D01.3 Végbélnyílás és csatornája
  - D01.4 A bél egyéb és nem meghatározott szakaszai
  - D01.5 Máj, epehólyag és epeutak
  - D01.7 Egyéb meghatározott emésztőszervek
  - D01.9 Emésztőszerv k.m.n.
- D02 A középfül és a légzőrendszer in situ carcinomája
  - D02.0 Gége
  - D02.1 Légcső
  - D02.2 Hörgő és tüdő
  - D02.3 A légzőrendszer egyéb részei
  - D02.4 Légzőrendszer, k.m.n.
- D03 Melanoma in situ
  - D03.0 Az ajak in situ melanomája
  - D03.1 A szemhéj, szemzug in situ melanomája
  - D03.2 A fül és a külső hallójárat in situ melanomája
  - D03.3 Az arc egyéb és meghatározatlan részének in situ melanomája
  - D03.4 A hajas fejbőr és a nyak in situ melanomája
  - D03.5 A törzs in situ melanomája
  - D03.6 A felső végtag és a váll in situ melanomája
  - D03.7 Az alsó végtag és a csípő in situ melanomája
  - D03.8 Egyéb lokalizációjú in situ melanoma
  - D03.9 Melanoma in situ k.m.n.
- D04 A bőr in situ rákja
  - D04.0 Az ajak bőre
  - D04.1 A szemhéj és szemzug bőre
  - D04.2 A fül és a külső hallójárat bőre
  - D04.3 Az arc egyéb és meghatározatlan részének bőre
  - D04.4 A hajas fejbőr és a nyak bőre
  - D04.5 A törzs bőre
  - D04.6 A felső végtag és a váll bőre
  - D04.7 Az alsó végtag és a csípő bőre
  - D04.8 A bőr egyéb lokalizációi
  - D04.9 Bőr k.m.n.
- D05 Az emlő in situ carcinomája
  - D05.0 Lobularis in situ carcinoma
  - D05.1 Intraductális in situ carcinoma
  - D05.7 Az emlő egyéb in situ carcinomája
  - D05.9 Az emlő in situ carcinomája k.m.n.
- D06 A méhnyak in situ carcinomája
  - D06.0 Endocervix
  - D06.1 Exocervix
  - D06.7 A méhnyak egyéb részei
  - D06.9 Méhnyak k.m.n.
- D07 Egyéb megnevezett valamint meghatározatlan nemi szervek in situ carcinomája
  - D07.0 Endometrium
  - D07.1 Szeméremtest
  - D07.2 Hüvely
  - D07.3 Egyéb és k.m.n. női nemi szervek
  - D07.4 Hímvessző
  - D07.5 Prostata
  - D07.6 Egyéb és k.m.n. férfi nemi szervek
- D09 Egyéb meghatározott és k.m.n. lokalizációjú in situ carcinoma
  - D09.0 Húgyhólyag
  - D09.1 Egyéb és k.m.n. húgyszervek
  - D09.2 Szem
  - D09.3 Pajzsmirigy és egyéb endokrin mirigyek
  - D09.7 Egyéb meghatározott lokalizációjú in situ carcinoma
  - D09.9 In situ carcinoma k.m.n.

## Jóindulatú daganatok (D10–D36)
- D10 A száj és a garat jóindulatú daganata
  - D10.0 Ajak
  - D10.1 Nyelv
  - D10.2 Szájfenék
  - D10.3 A száj egyéb és meghatározatlan részei
  - D10.4 Mandula
  - D10.5 A szájgarat egyéb részei
  - D10.6 Orrgarat
  - D10.7 Hypopharynx
  - D10.9 Garat, k.m.n.
- D11 A nagy nyálmirigyek jóindulatú daganata
  - D11.0 Parotis
  - D11.7 Egyéb nagy nyálmirigyek
  - D11.9 Nagy nyálmirigy, k.m.n.
- D12 A vastagbél, a végbél, a végbélnyílás és anus csatorna jóindulatú daganata
  - D12.0 Vakbél (coecum)
  - D12.1 Féregnyúlvány (appendix)
  - D12.2 Colon ascendens
  - D12.3 Colon transversum
  - D12.4 Colon descendens
  - D12.5 Colon sigmoideum
  - D12.6 Colon k.m.n.
  - D12.7 Rectosigmoideális átmenet
  - D12.8 Végbél
  - D12.9 Végbélnyílás és anuscsatorna
- D13 Az emésztőrendszer egyéb és rosszul meghatározott részének jóindulatú daganata
  - D13.0 Nyelőcső
  - D13.1 Gyomor
  - D13.2 Patkóbél
  - D13.3 Vékonybél egyéb és k.m.n. részei
  - D13.4 Máj
  - D13.5 Májon kívüli epeutak
  - D13.6 Hasnyálmirigy
  - D13.7 Endokrin pancreas
  - D13.9 Emésztőrendszer rosszul meghatározott részei
- D14 A középfül és légzőszervek jóindulatú daganata
  - D14.0 Középfül, orrüreg és melléküregek
  - D14.1 Gége
  - D14.2 Légcső
  - D14.3 Hörgő és tüdő
  - D14.4 Légzőszerv k.m.n.
- D15 Egyéb és meghatározatlan mellüregi szervek jóindulatú daganata
  - D15.0 Csecsemőmirigy
  - D15.1 Szív
  - D15.2 Gátor
  - D15.7 Egyéb megnevezett mellüregi szervek
  - D15.9 Mellüregi szerv k.m.n.
- D16 A csont és ízületi porc jóindulatú daganata
  - D16.0 Lapocka és a felső végtag hosszú csontjai
  - D16.1 A felső végtag rövid csontjai
  - D16.2 Az alsó végtag hosszú csontjai
  - D16.3 Az alsó végtag rövid csontjai
  - D16.4 A koponya és az arc csontjai
  - D16.5 Alsó állkapocs
  - D16.6 Gerinc
  - D16.7 Bordák, szegycsont és kulcscsont
  - D16.8 Medencecsontok, keresztcsont és farokcsont
  - D16.9 Csont és ízületi porc, k.m.n.
- D17 Jóindulatú zsírdaganatok
  - D17.0 A fej, az arc és a nyak bőrének és bőr alatti kötőszövetének jóindulatú zsírszöveti daganata
  - D17.1 A törzs bőrének és bőr alatti kötőszövetének jóindulatú zsírszöveti daganata
  - D17.2 A végtagok bőrének és bőr alatti kötőszövetének jóindulatú zsírszöveti daganata
  - D17.3 Egyéb meghatározott és meghatározatlan területek bőrének és bőr alatti kötőszövetének jóindulatú zsírszöveti daganata
  - D17.4 Mellüregi szervek jóindulatú zsírszöveti daganata
  - D17.5 Hasüregi szervek jóindulatú zsírszöveti daganata
  - D17.6 Az ondóvezeték jóindulatú zsírszöveti daganata
  - D17.7 Egyéb lokalizációk jóindulatú zsírszöveti daganata
  - D17.9 Jóindulatú zsírszöveti daganat k.m.n.
- D18 Haemangioma és lymphangioma, bármely lokalizációban
  - D18.0 Haemangioma, bármely lokalizációban
  - D18.1 Lymphangioma bármely lokalizációban
- D19 A mesotheliális szövet jóindulatú daganata
  - D19.0 A mellhártya mesotheliális szövete
  - D19.1 A hashártya mesotheliális szövete
  - D19.7 Egyéb lokalizációk mesotheliális szövete
  - D19.9 Mesotheliális szövet, k.m.n.
- D20 A peritoneum és retroperitoneum lágyszövetének jóindulatú daganata
  - D20.0 Retroperitoneum
  - D20.1 Peritoneum
- D21 A kötőszövet és lágyszövet egyéb jóindulatú daganatai
  - D21.0 A fej, arc, nyak kötőszövete és egyéb lágyszövete jóindulatú daganata
  - D21.1 A felső végtag és a váll kötőszövete és egyéb lágyszövete
  - D21.2 Az alsó végtag és a csípő kötőszövete és egyéb lágyszövete
  - D21.3 A mellkas kötőszövete és egyéb lágyszövete
  - D21.4 A hasüreg kötőszövete és egyéb lágyszövete
  - D21.5 A medence kötőszövete és egyéb lágyszövete
  - D21.6 A törzs k.m.n. kötőszövete és egyéb lágyszövete
  - D21.9 Kötőszövet és egyéb lágyszövet, k.m.n.
- D22 Festéksejtes naevusok
  - D22.0 Az ajak festéksejtes naevusai
  - D22.1 A szemhéj, szemzug festéksejtes naevusai
  - D22.2 A fül és a külső hallójárat festéksejtes naevusai
  - D22.3 Az arc egyéb és k.m.n. részének festéksejtes naevusai
  - D22.4 A hajas fejbőr és a nyak festéksejtes naevusai
  - D22.5 A törzs festéksejtes naevusai
  - D22.6 A felső végtag és váll festéksejtes naevusai
  - D22.7 Az alsó végtag és csípő festéksejtes naevusai
  - D22.9 Festéksejtes naevus k.m.n.
- D23 A bőr egyéb jóindulatú daganatai
  - D23.0 Ajak bőre
  - D23.1 A szemhéj, szemzug bőre
  - D23.2 A fül és a külső hallójárat bőre
  - D23.3 Az arc egyéb és k.m.n. részének bőre
  - D23.4 A hajas fejbőr és nyak bőre
  - D23.5 A törzs bőre
  - D23.6 A felső végtag és váll bőre
  - D23.7 Az alsó végtag és csípő bőre
  - D23.9 Bőr k.m.n.
- D24 Az emlő jóindulatú daganata
- D25 A méh simaizom daganata
  - D25.0 A méh submucosus leiomyomája
  - D25.1 A méh intramurális leiomyomája
  - D25.2 A méh subserosus leiomyomája
  - D25.9 A méh leiomyomája, k.m.n.
- D26 A méh egyéb jóindulatú daganata
  - D26.0 Méhnyak
  - D26.1 Méhtest
  - D26.7 A méh egyéb részei
  - D26.9 Méh, k.m.n.
- D27 A petefészek jóindulatú daganata
- D28 A női nemi szervek egyéb és k.m.n. jóindulatú daganata
  - D28.0 Szeméremtest
  - D28.1 Hüvely
  - D28.2 Petevezető és szalagok
  - D28.7 Egyéb meghatározott női nemi szervek
  - D28.9 Női nemi szerv k.m.n.
- D29 A férfi nemi szervek jóindulatú daganata
  - D29.0 Hímvessző
  - D29.1 Prostata
  - D29.2 Here
  - D29.3 Mellékhere
  - D29.4 Herezacskó
  - D29.7 Egyéb férfi nemi szervek
  - D29.9 Férfi nemi szervek k.m.n.
- D30 A húgyszervek jóindulatú daganata
  - D30.0 Vese
  - D30.1 Vesemedence
  - D30.2 Ureter
  - D30.3 Húgyhólyag
  - D30.4 Húgycső
  - D30.7 Egyéb húgyszervek
  - D30.9 Húgyszerv k.m.n.
- D31 A szem és függelékei jóindulatú daganata
  - D31.0 Kötőhártya
  - D31.1 Szaruhártya
  - D31.2 Ideghártya
  - D31.3 Érhártya
  - D31.4 Sugártest (corpus ciliare)
  - D31.5 Könnymirigy és könnyvezeték
  - D31.6 Szemüreg k.m.n.
  - D31.9 Szem k.m.n.
- D32 Az agy- és gerincburkok jóindulatú daganata
  - D32.0 Agyburkok
  - D32.1 Gerincvelőburkok
  - D32.9 Meninx k.m.n.
- D33 Az agy és a központi idegrendszer egyéb részeinek jóindulatú daganata
  - D33.0 Supratentoriális agy
  - D33.1 Infratentoriális agy
  - D33.2 Agy k.m.n.
  - D33.3 Agyidegek
  - D33.4 Gerincvelő
  - D33.7 A központi idegrendszer egyéb meghatározott részei
  - D33.9 Központi idegrendszer k.m.n.
- D34 A pajzsmirigy jóindulatú daganata
- D35 Egyéb meghatározott és meghatározatlan endokrin mirigy jóindulatú daganatai
  - D35.0 Mellékvese
  - D35.1 Mellékpajzsmirigy
  - D35.2 Agyalapi mirigy
  - D35.3 Ductus craniopharyngealis
  - D35.4 Tobozmirigy
  - D35.5 Carotistest
  - D35.6 Aortatest és egyéb paraganglionok
  - D35.7 Egyéb meghatározott endokrin mirigyek
  - D35.8 Több endokrin mirigy
  - D35.9 Endokrin mirigy k.m.n.
- D36 Egyéb meghatározott és meghatározatlan lokalizációjú daganatok
  - D36.0 Nyirokcsomók
  - D36.1 Perifériás idegek és az autonóm idegrendszer
  - D36.7 Egyéb meghatározott lokalizációk
  - D36.9 Jóindulatú daganat, k.m.n.

## Bizonytalan vagy ismeretlen viselkedésű daganatok (D37–D48)
- D37 A szájüreg és az emésztőszervek bizonytalan és ismeretlen viselkedésű daganata
  - D37.0 Ajak, szájüreg, garat
  - D37.1 Gyomor
  - D37.2 Vékonybél
  - D37.3 Féregnyúlvány
  - D37.4 Vastagbél
  - D37.5 Végbél
  - D37.6 Máj, epehólyag, epeutak
  - D37.7 Egyéb emésztőszervek
  - D37.9 Emésztőszerv, k.m.n.
- D38 A középfül, a légző- és mellkasi szervek bizonytalan és ismeretlen viselkedésű daganata
  - D38.0 Gége
  - D38.1 Légcső, hörgő és tüdő
  - D38.2 Mellhártya
  - D38.3 Gátor
  - D38.4 Csecsemőmirigy
  - D38.5 Egyéb légzőszervek
  - D38.6 Légzőszerv, k.m.n.
- D39 A női nemi szervek bizonytalan és ismeretlen viselkedésű daganata
  - D39.0 Méh
  - D39.1 Petefészek
  - D39.2 Méhlepény
  - D39.7 Egyéb női nemi szervek
  - D39.9 Női nemi szerv, k.m.n.
- D40 A férfi nemi szervek bizonytalan és ismeretlen viselkedésű daganata
  - D40.0 Prostata
  - D40.1 Here
  - D40.7 Egyéb férfi nemi szervek
  - D40.9 Férfi nemi szerv, k.m.n.
- D41 A húgyszervek bizonytalan és ismeretlen viselkedésű daganata
  - D41.0 Vese
  - D41.1 Vesemedence
  - D41.2 Húgyvezeték (ureter)
  - D41.3 Húgycső (urethra)
  - D41.4 Húgyhólyag
  - D41.7 Egyéb húgyszervek
  - D41.9 Húgyszerv, k.m.n.
- D42 Az agyburkok bizonytalan és ismeretlen viselkedésû daganata
  - D42.0 Agyburkok
  - D42.1 Gerincvelőburkok
  - D42.9 Meninx, k.m.n.
- D43 Az agy és a központi idegrendszer bizonytalan és ismeretlen viselkedésű daganata
  - D43.0 Supratentoriális agy
  - D43.1 Infratentoriális agy
  - D43.2 Agy, k.m.n.
  - D43.3 Agyidegek
  - D43.4 Gerincvelő
  - D43.7 A központi idegrendszer egyéb részei
  - D43.9 Központi idegrendszer, k.m.n.
- D44 Az endokrin mirigyek bizonytalan és ismeretlen viselkedésű daganata
  - D44.0 Pajzsmirigy (glandula thyreoidea)
  - D44.1 Mellékvese (glandula suprarenalis)
  - D44.2 Mellékpajzsmirigy (glandula parathyreoidea)
  - D44.3 Agyalapi mirigy (hypophysis)
  - D44.4 Ductus craniopharyngealis
  - D44.5 Tobozmirigy (corpus pineale)
  - D44.6 Carotistest (glomus caroticum)
  - D44.7 Aortatest (glomus aorticum) és egyéb paraganglionok
  - D44.8 Több endokrin mirigyre kiterjedő elváltozás
  - D44.9 Endokrin mirigy, k.m.n.
- D45 Polycytaemia vera
- D46 Myelodysplasiás szindrómák
  - D46.0 Refrakter anaemia igazoltan sideroblastok nélkül
  - D46.1 Refrakter anaemia sideroblastokkal
  - D46.2 Refrakter anaemia blast-túlsúllyal
  - D46.3 Refrakter anaemia blast-túlsúllyal, transzformációval
  - D46.4 Refrakter anaemia, k.m.n.
  - D46.7 Egyéb myelodysplasiás szindrómák
  - D46.9 Myelodysplasiás szindróma, k.m.n.
- D47 A nyirok- vérképző és kapcsolt szövetek bizonytalan és ismeretlen viselkedésű daganata
  - D47.0 Bizonytalan és ismeretlen természetű histiocytás és hízósejtes daganatok
  - D47.1 Idült myeloproliferatív betegség
  - D47.2 Monoclonális gammopathia
  - D47.3 Essentiális (haemorrhagiás) thrombocythaemia
  - D47.7 A nyirok-, vérképző és kapcsolt szövetek egyéb meghatározott bizonytalan és ismeretlen természetű daganatai
  - D47.9 A nyirok-, vérképző és kapcsolt szövetek bizonytalan és ismeretlen természetű daganata, k.m.n.
- D48 Egyéb és k.m.n. lokalizációk bizonytalan és ismeretlen viselkedésű daganata
  - D48.0 Csont és ízületi porc
  - D48.1 Egyéb kötőszövet és lágyszövet
  - D48.2 Perifériás idegek és autonóm idegrendszer
  - D48.3 Retroperitoneum
  - D48.4 Peritoneum
  - D48.5 Bőr
  - D48.6 Emlő
  - D48.7 Egyéb meghatározott lokalizációk
  - D48.9 Bizonytalan és ismeretlen természetű daganat, k.m.n.

| Sorszám | Főcsoport                                                                                                | BNO kódok |
| ------- | --- | --------- |
| 01      | BNO-10-01 – Fertőző és parazitás betegségek                                                              | A00–B99   |
| 02      | BNO-10-02 – Daganatok                                                                                    | C00–D48   |
| 03      | BNO-10-03 – A vér és a vérképző szervek betegségei és az immunrendszert érintő bizonyos rendellenességek | D50–D89   |
| 04      | BNO-10-04 – Endokrin, táplálkozási és anyagcsere betegségek                                              | E00–E90   |
| 05      | BNO-10-05 – Mentális és viselkedészavarok                                                                | F00–F99   |
| 06      | BNO-10-06 – Az idegrendszer betegségei                                                                   | G00–G99   |
| 07      | BNO-10-07 – A szem és függelékeinek betegségei                                                           | H00–H59   |
| 08      | BNO-10-08 – A fül és a csecsnyúlvány megbetegedései                                                      | H60–H95   |
| 09      | BNO-10-09 – A keringési rendszer betegségei                                                              | I00–I99   |
| 10      | BNO-10-10 – A légzőrendszer betegségei                                                                   | J00–J99   |
| 11      | BNO-10-11 – Az emésztőrendszer betegségei                                                                | K00–K93   |
| 12      | BNO-10-12 – A bőr és bőralatti szövet betegségei                                                         | L00–L99   |
| 13      | BNO-10-13 – A csont-izomrendszer és kötőszövet betegségei                                                | M00–M99   |
| 14      | BNO-10-14 – Az urogenitális rendszer megbetegedései                                                      | N00–N99   |
| 15      | BNO-10-15 – Terhesség, szülés és a gyermekágy                                                            | O00–O99   |
| 16      | BNO-10-16 – A perinatális szakban keletkező bizonyos állapotok                                           | P00–P96   |
| 17      | BNO-10-17 – Veleszületett rendellenességek, deformitások és kromoszómaabnormitások                       | Q00–Q99   |
| 18      | BNO-10-18 – Máshova nem osztályozott panaszok, tünetek és kóros klinikai és laboratóriumi leletek        | R00–R99   |
| 19      | BNO-10-19 – Sérülés, mérgezés és külső okok bizonyos egyéb következményei                                | S00–T98   |
| 20      | BNO-10-20 – A morbiditás és mortalitás külső okai                                                        | V01–Y98   |
| 21      | BNO-10-21 – Az egészségi állapotot és egészségügyi szolgálatokkal való kapcsolatot befolyásoló tényezők  | Z00–Z99   |
| (22)    | BNO-10-22 – Speciális kódok                                                                              | U00–U99   |